# Palazzo Quinzi
(Mario Moretti, Marilena Dander; Architettura civile aquilana, dal XIV al XIX secolo)
Palazzo Quinzi è un palazzo storico dell'Aquila, dichiarato monumento nazionale nel 1902.

## Storia
Come l'adiacente Palazzo Pica Alfieri, sorge sul luogo di una preesistente architettura rinascimentale, la cosiddetta Casa Quinzi, che rimase gravemente lesionata dal terremoto del 1703; l'unico elemento superstite della dimora seicentesca è il portale che, nel 1736, venne applicato alla chiesa di San Paolo di Barete per volontà dell'allora proprietario Luigi Eustachio. 
L'edificio attuale venne terminato nel 1715 ed è attribuito a Francesco di Accumuli, un allievo di Carlo Fontana cui si deve anche l'interno della basilica dei Santi XII Apostoli a Roma. Il palazzo venne poi completato nel 1888 con la facciata ad opera dell'architetto Carlo Waldis, autore anche della sistemazione esterna del palazzo dell'Emiciclo.
Dopo essere stato residenza della famiglia Quinzi, divenne per breve tempo sede di una caserma e infine, nel XIX secolo, sede scolastica ospitando dapprima l'istituto tecnico commerciale Luigi Rendina, poi il liceo scientifico Andrea Bafile, quindi il liceo classico Domenico Cotugno. Nel 1989 una serie di crolli costrinsero la Provincia dell'Aquila a redigere un progetto di consolidamento e restauro dell'edificio che cominciò solamente nel 2005. Questi lavori hanno contenuto i danni causati dal terremoto del 2009 che comunque ha causato lesioni (anche di grave entità) sulle pareti perimetrali e sulle volte. Il palazzo, attualmente inagibile, necessita quindi di un nuovo restauro il cui costo stimato è di oltre 3 milioni di euro per un tempo di lavoro di circa un anno. È stato dichiarato che, al termine dei lavori, l'edificio non tornerà ad ospitare il liceo.

## Descrizione
Palazzo Quinzi è situato lungo via Andrea Bafile, decumano dell'impianto urbanistico angioino, tra piazza dell'Annunziata e piazza Santa Margherita e, posto in sequenza con il già citato Palazzo Pica Alfieri, costituisce uno dei migliori esempi di barocco aquilano con particolari che richiamano anche l'architettura manierista del XVI secolo. La facciata principale, chiusa da un monumentale cornicione, è tripartita con le finestrature che presentano timpani triangolari, curvilinei e spezzati; significative le mensole di sostegno delle tre balconate e il protiro che caratterizza l'ingresso principale.